# Dewey Point
Pour les articles homonymes, voir Dewey.
Dewey Point est un point de vue panoramique dans le parc national de Yosemite, en Californie, aux États-Unis. Situé dans le comté de Mariposa au sein de la Yosemite Wilderness, il offre une vue sur la vallée de Yosemite et notamment El Capitan.